# Planera
Planera é um género botânico pertencente à família Ulmaceae.
1. ↑  «Planera — World Flora Online». www.worldfloraonline.org. Consultado em 19 de agosto de 2020